# Felix Esterl
Felix Esterl (Klagenfurt, 22 de junio de 1894 - Klagenfurt, 13 de junio de 1931) fue un pintor austríaco. 

## Biografía
Nació en 1894, hijo de Georg Esterl, un funcionario estatal, y de Marie Lackner, que murió cuando él tenía diez años. En 1912 comenzó a estudiar ingeniería y luego arquitectura en Zúrich, pero abandonó sus estudios, visitó París y Berlín, y comenzó como artista autodidacta en la pintura. Tras de la muerte de su padre heredó varias propiedades, incluida una villa en Klagenfurt, a la que se mudó en 1925 con su esposa Klothilde Ilming y su hijo Martin. Murió en 1931 a los 36 años por una apendicectomía.
Vinculado al realismo expresionista, fue autor de retratos y autorretratos, paisajes, desnudos y bodegones, de los que se conservan unas cien pinturas y dibujos. Su amigo de la infancia, Herbert Boeckl, organizó una primera gran exposición de sus obras tras su muerte en 1931.

## Galería

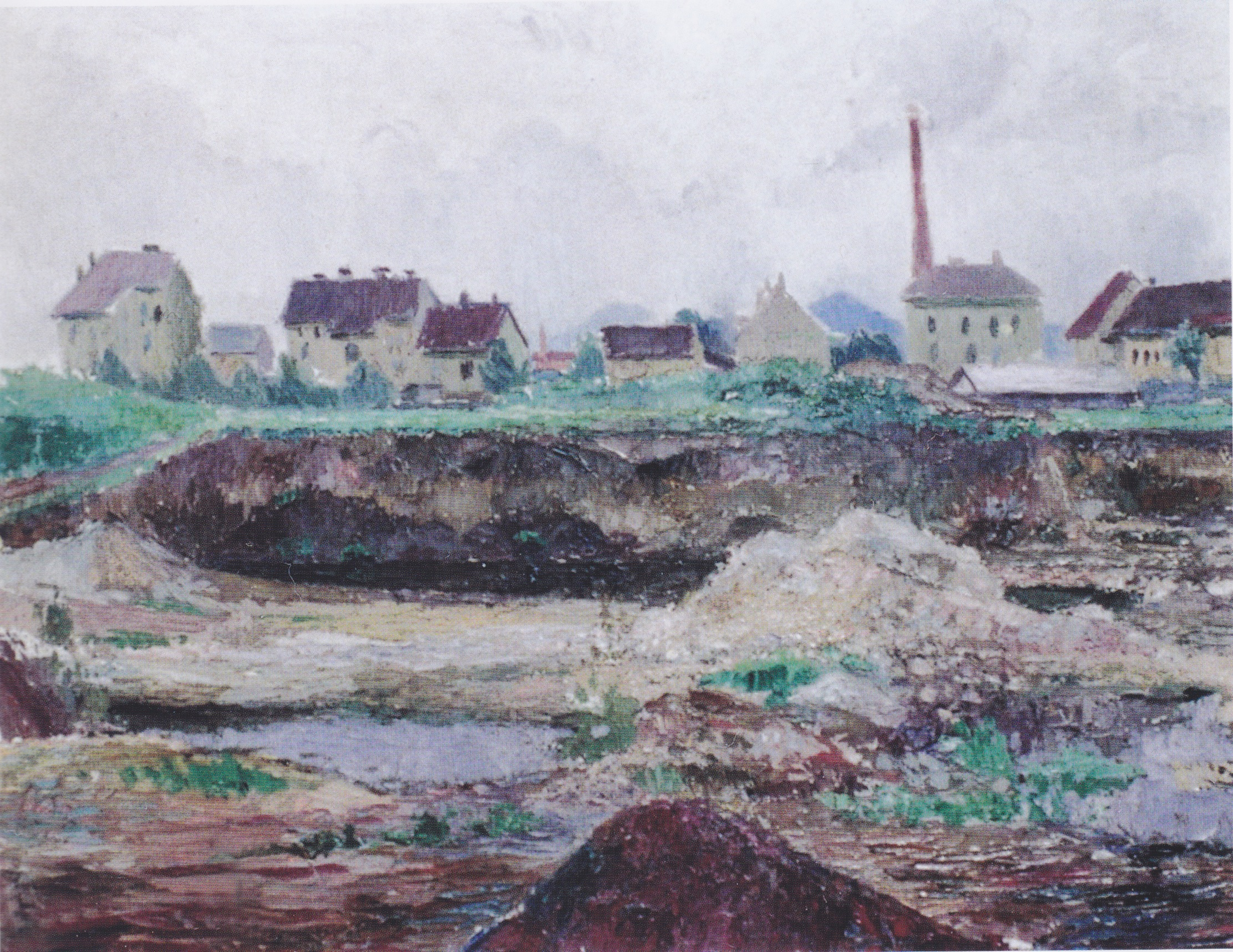
A las afueras de Klagenfurt (1922), colección privada
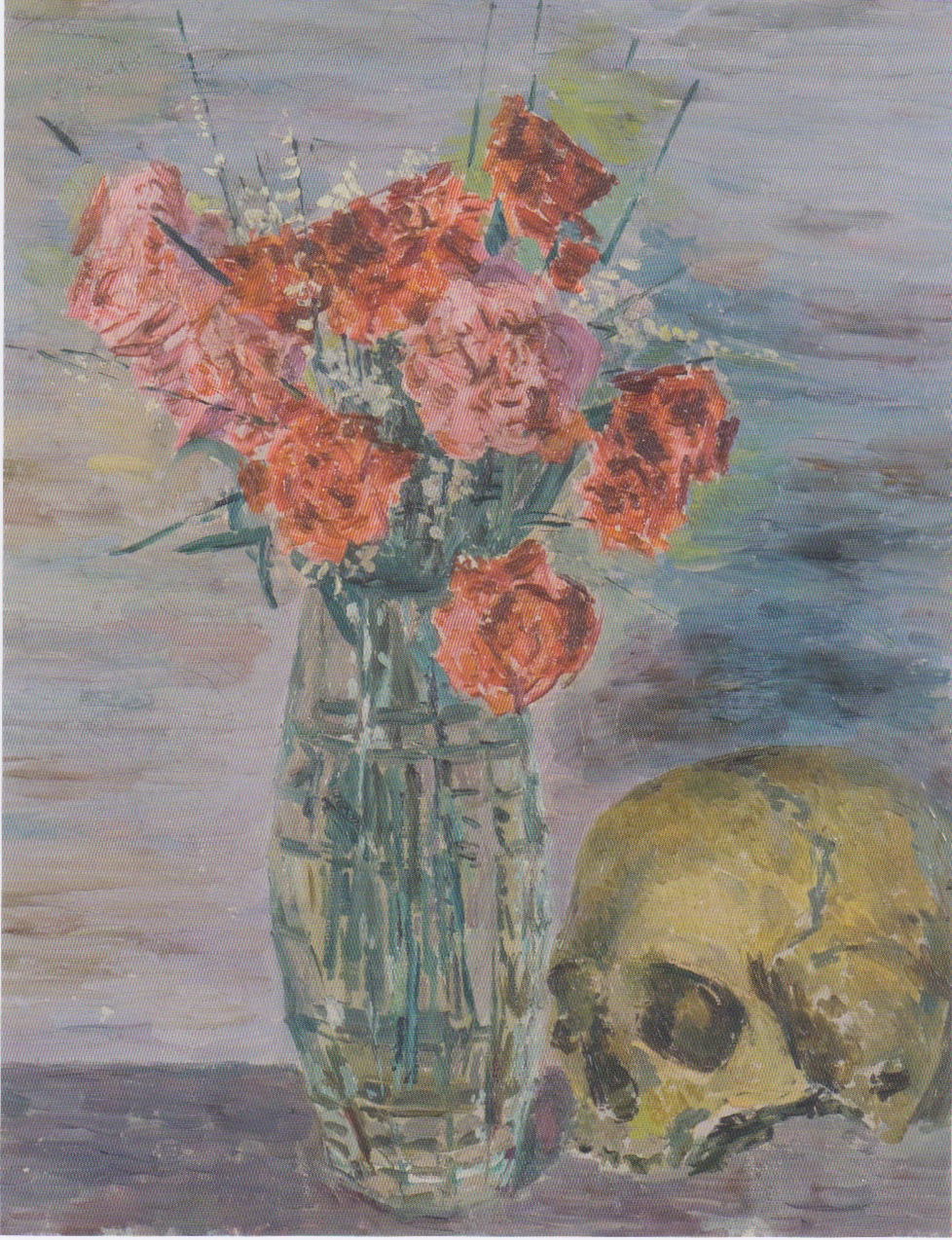
Bodegón con claveles y calavera (1924), Galerie Slama, Klagenfurt
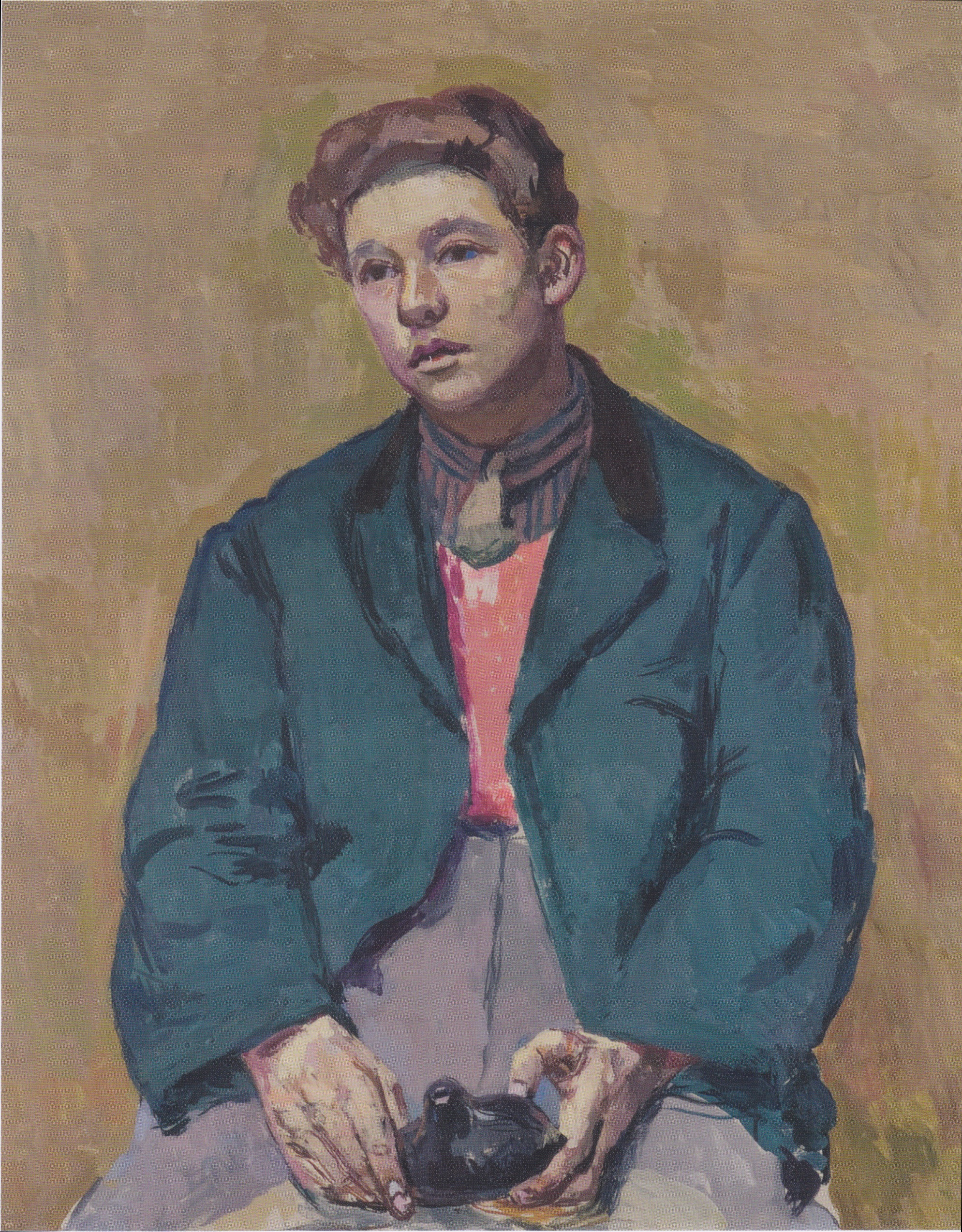
Hombre joven con ocarina (1925), Museo de Klagenfurt
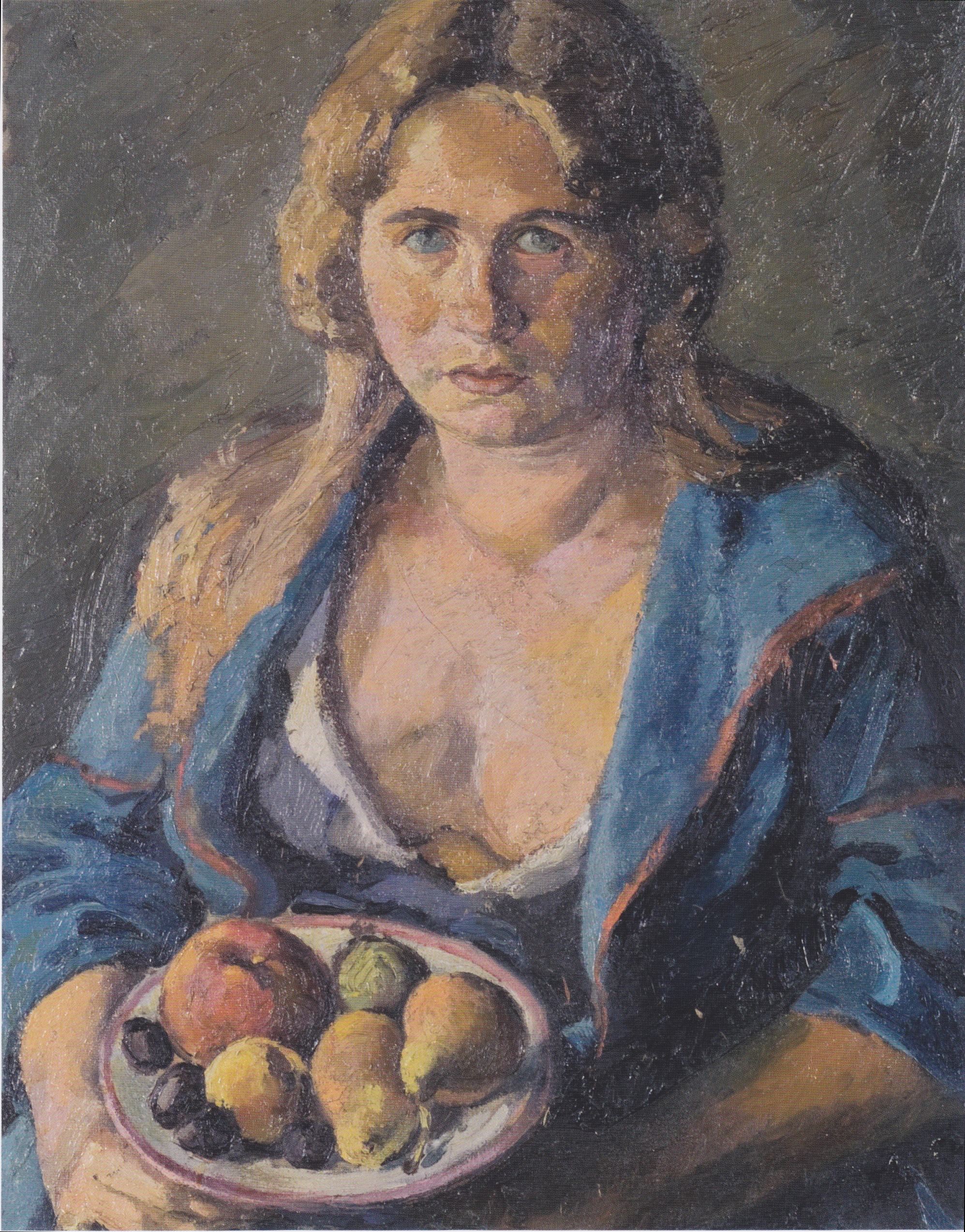
La esposa del artista con un plato de frutas (1925), colección privada
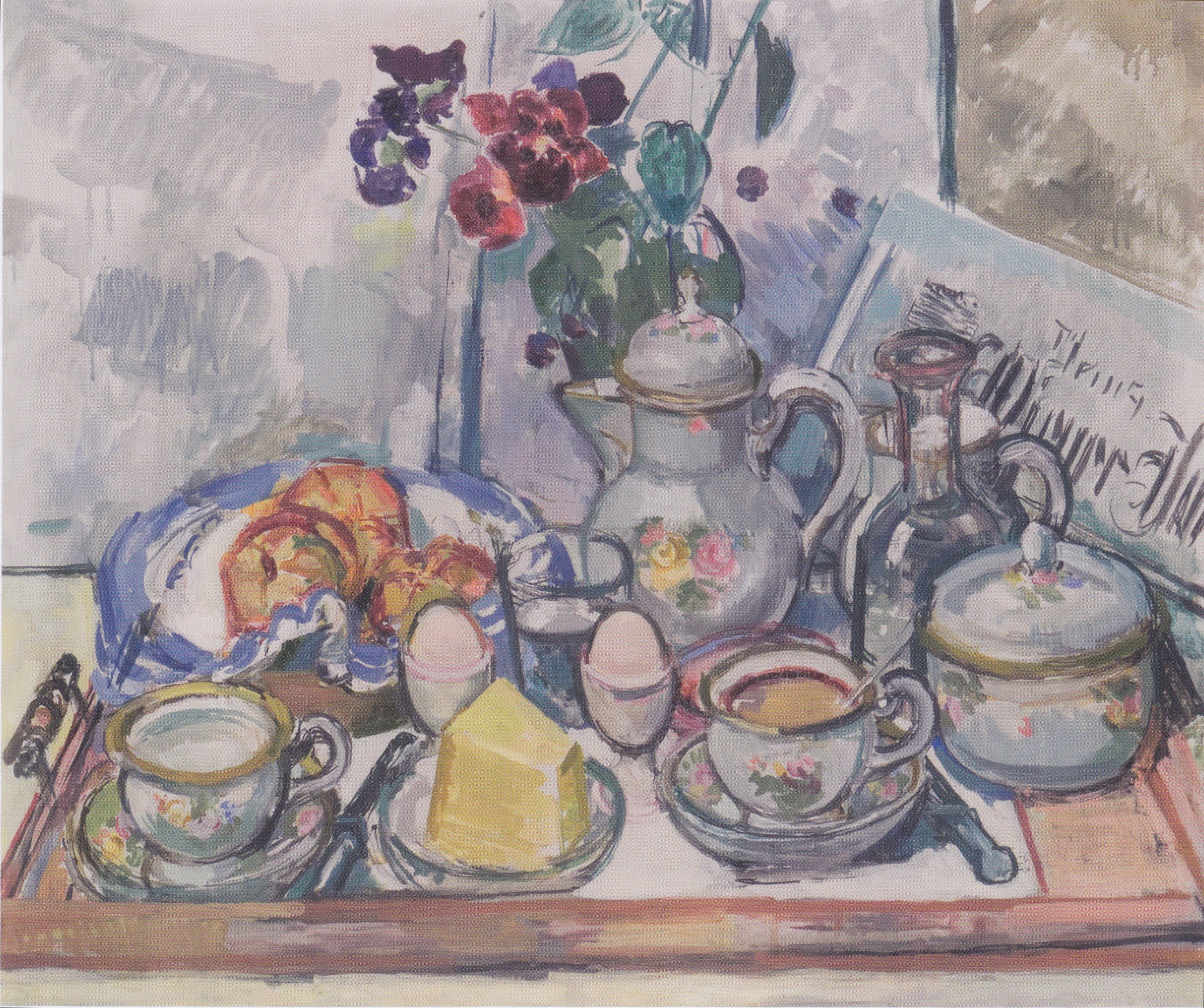
Bodegón con desayuno (1928), Museum Moderner Kunst Kärnten, Klagenfurt
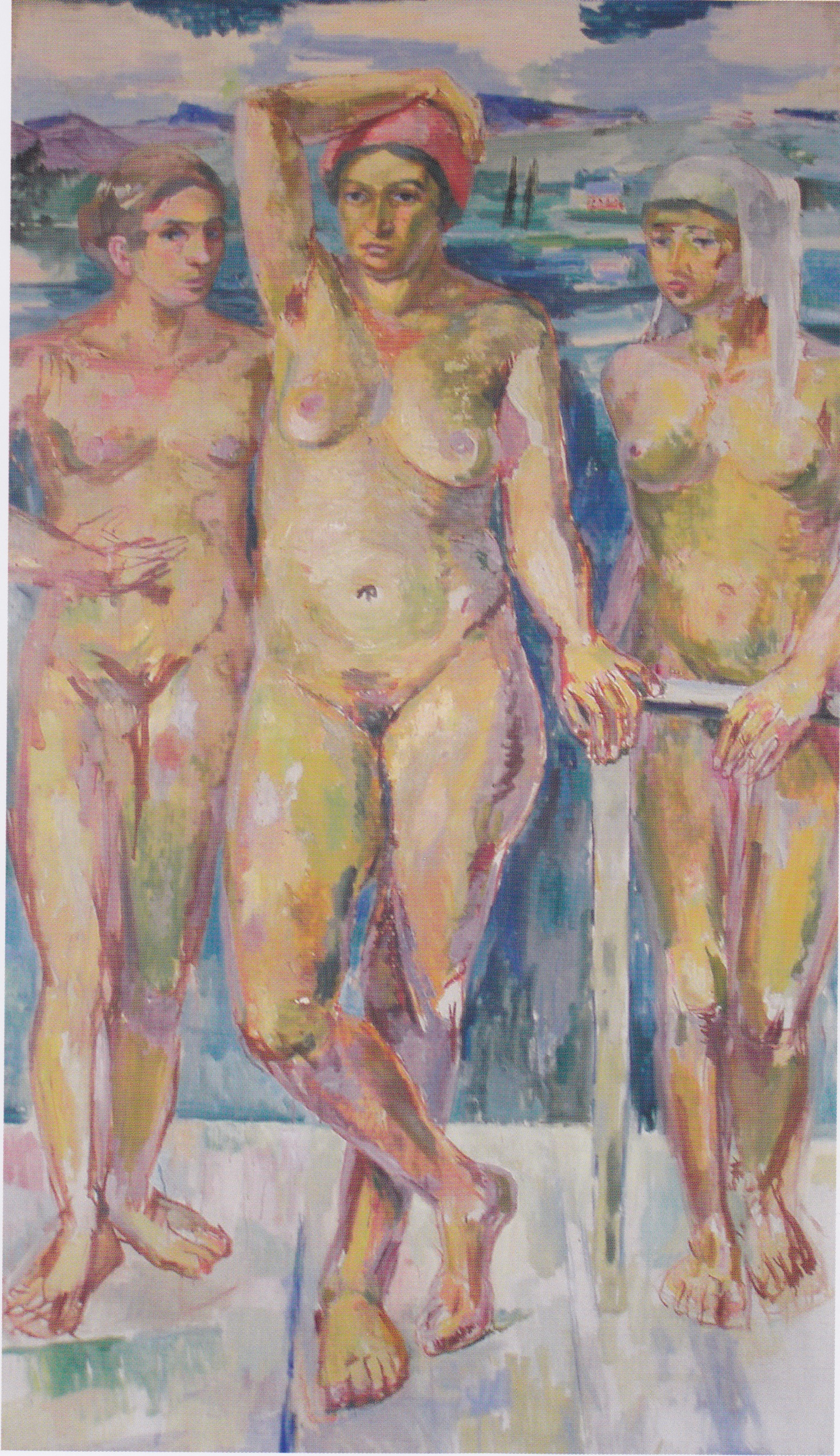
Tres desnudos femeninos frente a un lago (1928), colección privada
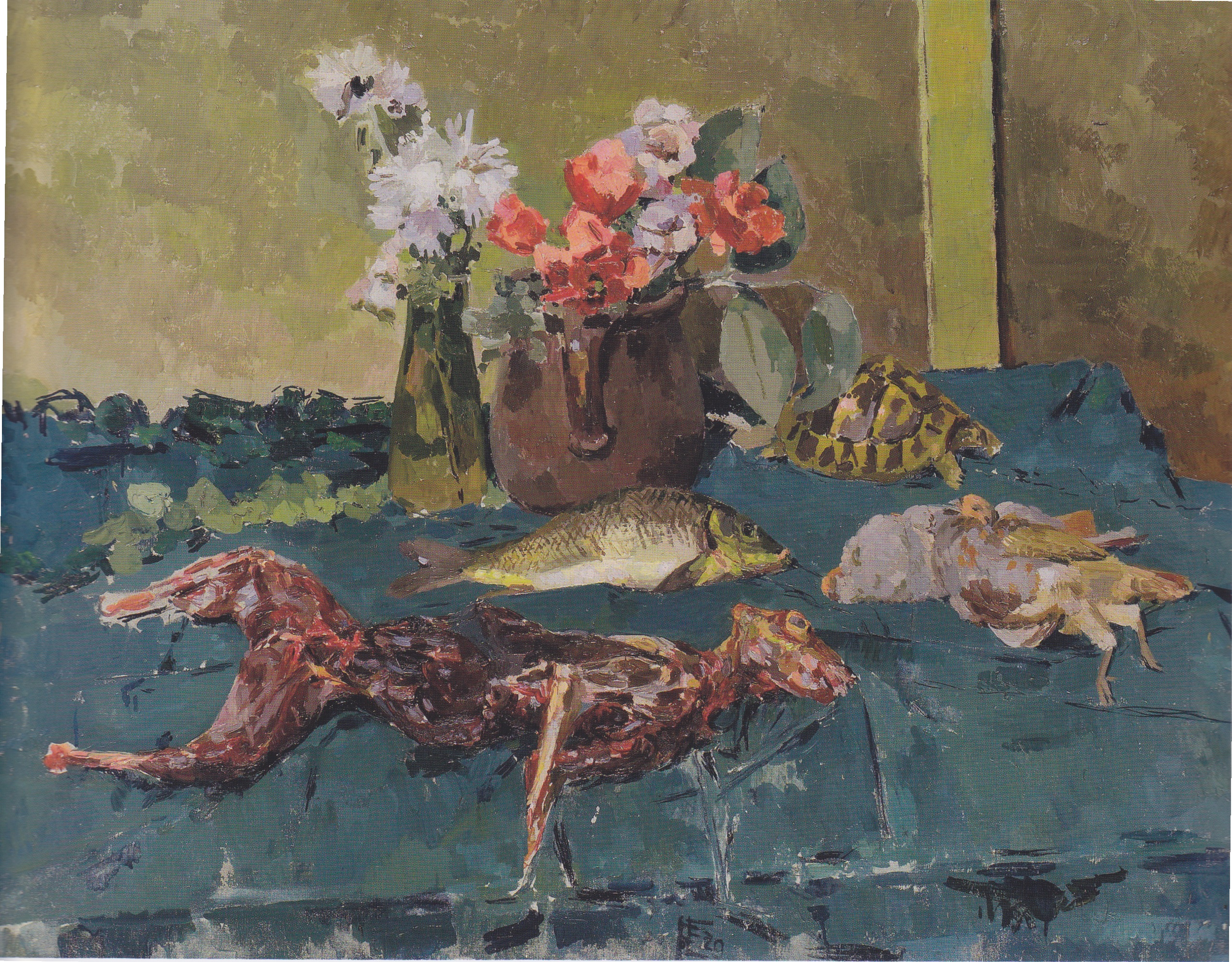
Bodegón con liebre pelada, pollo, pescado y tortuga (1929), Museo Leopold, Viena